# 巴塔克蘭劇院
巴塔克蘭劇院（法語：Bataclan）是法國巴黎第11區伏爾泰大道上的一座劇院，修建於1864年。巴塔克蘭劇院的建築帶有中國風格，修建之初是座咖啡廳。2015年11月13日劇院發生大規模恐怖襲擊，導致89人遇難。

## 外部連結
- Official Website - Bataclan